# Bundesstraße 71
Pour les articles homonymes, voir B71 et Route 71.
La Bundesstraße 71 (abrégé en B 71) est une Bundesstraße reliant Bremerhaven à Magdebourg.

## Localités traversées
- Bremerhaven
- Beverstedt
- Bremervörde
- Zeven
- Sick
- Rotenburg
- Neuenkirchen
- Soltau
- Munster
- Uelzen
- Bergen an der Dumme
- Seebenau
- Salzwedel
- Gardelegen
- Letzlingen
- Haldensleben
- Magdebourg